# Catalunha em Miniatura

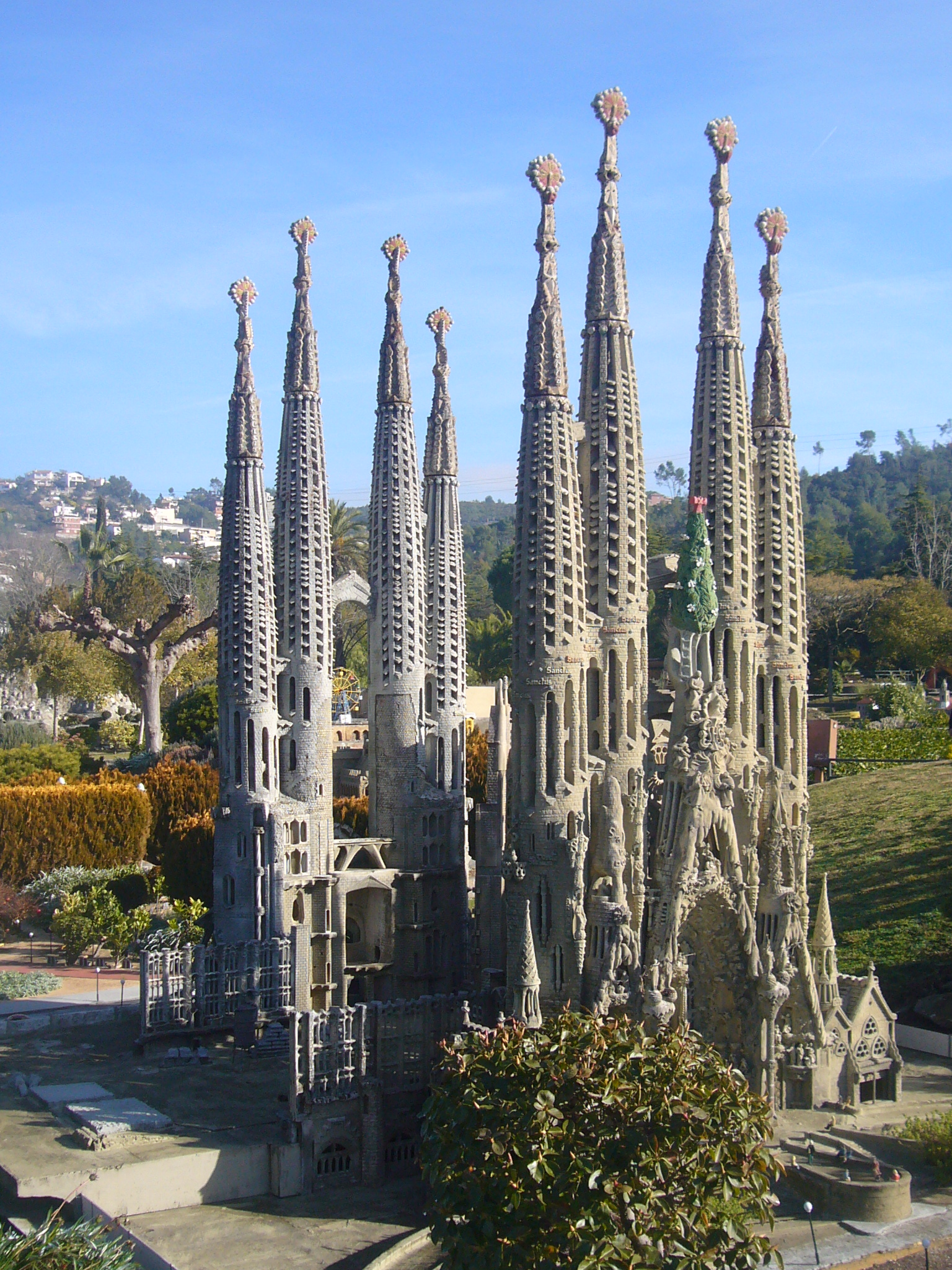
Maquete do templo da Sagrada Família na Catalunya em Miniatura

Catalunha em Miniatura é um parque em miniatura inaugurado em 1983 em Torrelles de Llobregat, a 17 km de Barcelona. O parque tem 60 mil metros quadrados, 35 mil deles dedicados aos modelos de escala, é um dos maiores parques em miniatura do mundo, e o maior das 14 exposições de edifícios em miniatura presentes na Europa. Exibe 147 modelos de palácios, igrejas, pontes e outros edifícios da Catalunha e Mallorca e inclui todas as principais obras do renomado arquiteto Antoni Gaudí.

## História
O primeiro conceito de criação deste parque veio de Hans (Johannes A.) Lorijn, que esteve envolvido na construção do Minimundus na Áustria e que mais tarde também projetou e construiu a Mini-Europa em Bruxelas. Fernando de Ercilla Ayestarán fez uma viagem a Madurodam em 1981 que o inspirou.